# Saint-Crépin-aux-Bois
Saint-Crépin-aux-Bois é uma comuna francesa na região administrativa de Altos da França, no departamento de Oise. Estende-se por uma área de 16,3 km². Em 2010 a comuna tinha 212 habitantes (densidade: 13 hab./km²).